# Joaquín Díaz Caneja
Joaquín Diaz-Caneja y Sosa (Oseja de Sajambre, 11 d'agost de 1777 - Madrid, 1 de gener de 1851) va ser un polític espanyol, ministre de justícia durant el regnat d'Isabel II d'Espanya.

## Biografia
Germà del Bisbe d'Oviedo Ignacio Díaz Caneja i oncle del que seria alcalde d'Oviedo i Diputat Domingo Díaz-Caneja y Bulnes, estudia la carrera de dret a Valladolid on es doctora en 1803 per exercir l'advocacia en la Cort fins a 1809 en què és elegit diputat pel districte de Lleó a les Corts de Cadis. En 1812 n'és designat Secretari.
Al retorn de Ferran VII d'Espanya és detingut i jutjat, exiliant-se a Portugal i, després, a França i Itàlia. En 1820 amb el Trienni liberal ocupa una plaça d'Oficial de la secretaria de Despatx de Gracia i Justícia. En 1823 ascendeix a Oficial Major d'aquesta mateixa Secretaria, encara que amb la restauració absolutista és remogut i inhabilitat per 4 anys. Després de la mort del rei en 1833 és nomenat Sotssecretari de Gracia i Justícia i, en 1835 Ministre del Consell Reial d'Espanya i Índies. El 5 d'abril de 1846 és nomenat ministre de Gracia i Justícia en el segon gabinet Istúriz, càrrec que ocuparà fins al 28 de gener següent. Després del seu cessament va exercir novament d'advocat de manera privada fins a la seva defunció 4 anys després.